# Edward Lewandowski (oficer)
Edward Lewandowski (ur. 21 lutego 1893 w Warszawie, zm. 1940 w Kalininie) – kapitan administracji (piechoty) Wojska Polskiego, kawaler Orderu Virtuti Militari, ofiara zbrodni katyńskiej.

## Życiorys
Urodził się w rodzinie Adama i Walerii z Malinowskich. Ukończył sześć klas gimnazjum, uczestniczył w strajku szkolnym w 1905. Należał do drużyny skautingowej im. Romualda Traugutta.
W okresie I wojny światowej  służył w Armii Imperium Rosyjskiego, w 1917 był w 289 zapasowym pułku piechoty. W 1917 był członkiem Związku Wojskowych Polaków, był organizatorem dwóch polskich kompanii. Był w szeregach 3 Dywizji Strzelców Polskich i I Korpusu Polskiego w Rosji w ramach Wojska Polskiego na Wschodzie. Po odzyskaniu przez Polskę niepodległości, od 7 listopada 1918 roku w Wojsku Polskim w sztabie Dywizji Litewsko-Białoruskiej. Podczas wojny polsko-ukraińskiej w marcu 1919 uczestnik obrony Lwowa w grupie gen. Iwaszkiewicza. Uczestnik wojny polsko-bolszewickiej na frontach wołyńskim, podolskim i południowym. Latem 1921 pełnił służbę w Dowództwie 6 Armii. Od 1 czerwca 1921 jego oddziałem macierzystym był 13 pułk piechoty.
W latach 1923–1924 był oficerem sztabu pułkownika Bronisława Bohaterewicza, dowódcy piechoty dywizyjnej 20 Dywizji Piechoty w Słonimiu, pozostając oficerem nadetatowym 13 pułku piechoty w Pułtusku. 31 marca 1924 awansował na kapitana ze starszeństwem z dniem 1 lipca 1923  i 66. lokatą w korpusie oficerów piechoty (w marcu 1939, w tym samym stopniu i starszeństwie, zajmował 21. lokatę w korpusie oficerów administracji, grupa administracji). W 1928 pełnił służbę w Dowództwie 18 Dywizji Piechoty w Łomży, pozostając oficerem nadetatowym 14 pułku piechoty we Włocławku. W latach 1928–1931 dowodził kompanią batalionu manewrowego i Dywizyjnego Kursu Podchorążych Rezerwy. 28 września 1933 otrzymał przeniesienie z 44 pułku piechoty Strzelców Kresowych w Równem do Korpusu Ochrony Pogranicza. Do września 1939 pełnił służbę w Dowództwie KOP w Warszawie na stanowisku kierownika Referatu Statystyki i Studiów.
W czasie kampanii wrześniowej 1939 dostał się do niewoli radzieckiej. Przebywał w obozie w Ostaszkowie. Wiosną 1940 roku został zamordowany przez funkcjonariuszy NKWD w Kalininie (obecnie Twer) i pogrzebany w Miednoje. Od 2 września 2000 spoczywa na Polskim Cmentarzu Wojennym w Miednoje. Figuruje na liście wywózkowej 051/2 z 27 kwietnia 1940, poz. 35.
W dniu 5 października 2007 Minister Obrony Narodowej Aleksander Szczygło mianował go pośmiertnie do stopnia majora. Awans został ogłoszony w dniu 9 listopada 2007, w Warszawie, w trakcie uroczystości „Katyń Pamiętamy – Uczcijmy Pamięć Bohaterów”.

## Ordery i odznaczenia
- Krzyż Srebrny Orderu Wojskowego Virtuti Militari nr 6823 – 10 maja 1922[10]
- Krzyż Walecznych[11]
- Medal Niepodległości (20 lipca 1932)[12][11]
- Srebrny Krzyż Zasługi (19 marca 1937)[13][11]
- Amarantowa wstążka
- Medal Pamiątkowy za Wojnę 1918–1921
- Medal Dziesięciolecia Odzyskanej Niepodległości
- Medal Zwycięstwa („Médaille Interalliée”)